# Jozef Cíger-Hronský
Jozef Cíger-Hronský, původním jménem Jozef Cíger (23. února 1896, Zvolen – 13. července 1960, Luján) byl slovenský spisovatel, malíř, redaktor, nakladatel, autor literatury pro mládež, později tajemník a správce Matice slovenské. Byl úzce navázán na Hlinkovu slovenskou lidovou stranu a založení válečného Slovenského státu, proto po roce 1945 emigroval do Argentiny, kde i zemřel.

## Život
Narodil se ve Zvolenu v rodině tesaře Petra Pavla Cígera a Josefíny Cígerovej, rozené Markové. Pocházel ze sedmi dětí – měl čtyři bratry a tři sestry. Za manželku si vzal Annu Valérii, rozenou Ružinákovou, se kterou měl syna Juraje.
V letech 1902–1907 navštěvoval lidový školní obor ve Zvolenu, později pokračoval v letech 1907–1910 na měšťanské škole v Krupině, a nakonec v letech 1910–1914 dokončil své vzdělání na maďarském učitelském ústavu v Levicích.

## Působení
Po dostudování učitelského ústavu působil od roku 1914 jako učitel na několika místech (Horní Mladonice, Senohrad, Krupina, Kremnica). V letech 1917–1918 se jako voják pěšího pluku účastnil vojenských operací na italské frontě. Nakonec se v roce 1927 na delší čas usadil v Martině – nejdříve jako učitel, od roku 1933 jako tajemník a od roku 1940 jako správce Matice slovenské, ve které působil až do roku 1945.
Zasloužil se o založení tiskárny Neografia v Martině, která měla šířit slovenskou literaturu v levných edicích mezi vesnickými obyvateli.
Hodně se věnoval i zakládání a redigování časopisů. Když učil v Krupině, spolupracoval s Pavolem Bujňákem při založení časopisu Hontiansky Slovák. Na měšťance v Kremnici zase s Jaroslavem Kejzlarem založil a redigoval edici Mládež. 19 let také redigoval časopis pro děti Slniečko. Na jeho návrh se uskutečnila v letech 1935–1936 cesta pracovníků Matice slovenské do USA za slovenskými vystěhovalci a krajanskými organizacemi. Jako předseda Matice slovenské přivedl tuto vrcholnou národní instituci na nebývalý stupeň rozvoje a prosperity a naplno rozvinul její vydavatelskou a výzkumnou činnost.
V roce 1944 ho během Slovenského národního povstání povstalci zatkli a uvěznili, ale po krátkém čase byl propuštěn. Začátkem roku 1945 se pak přestěhoval z Martina do Bratislavy, odkud zanedlouho utekl do emigrace z obav před trestním stíháním.

## Emigrace

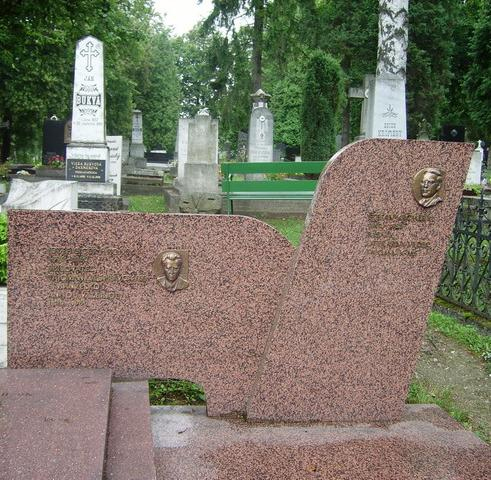
Hrob J. Cígera-Hronského na Národním hřbitově v Martině

V roce 1945 se vydal nejdříve do Rakouska, kde žil v americké zóně. Později se rozhodl odejít do Itálie, konkrétně do Říma, kde zůstal až do února 1948. Po zatčení italskou policií se mu podařilo uprchnout a odešel do Argentiny, kde se usadil ve městě Luján. Zpočátku se mu tam žilo velmi těžko, na živobytí si vydělával jako kreslič pro textilní továrnu. Nadále však publikoval, zejména v časopisech. V roce 1956 se stal předsedou Slovenské národní rady v zahraničí a byl jmenován čestným předsedou Spolku slovenských spisovateľov a umelcov v zahraničí. V roce 1959 založil Zahraničnú Maticu slovenskú.
Po pádu socialistického režimu, roku 1993, převezli jeho ostatky do Martina a uložili je na Národním hřbitově. Symbolicky ho pohřbili spolu se Štefanem Krčmérym, protože milovali tutéž ženu.

## Tvorba
Začínal psaním novel a krátkých próz, které později vyšly ve sbírkách U nás, Domov, Medové srdce nebo Podpolianske rozprávky. Ve svých dílech často popisuje obyčejné slovenské lidí, často se vrací i ke vzpomínkám na dětství, takže některá jeho díla jsou silně autobiografická. Do svých děl pro děti zas vkládá dobrodružství a učení o křesťanské lásce. Často se soustředil na historickou látku, ale většinou sklouzl do oblasti legend, ačkoli v jeho příbězích vystupují reálné postavy z historie. Také upravoval slovenské lidové pohádky, ale vytvářel i své vlastní, které zcela odbočují od klasického schématu lidových pohádek, ale spíše dávají vyniknout fantazii či humoru. Některá jeho díla vyšla v angličtině, maďarštině, češtině, polštině nebo ruštině.

## Díla

### Próza
- 1923 – U nás
- 1925 – Domov
- 1927 – Žltý dom v Klokoči
- 1927 – Čítanka
- 1929 – Medové srdce
- 1930 – Proroctvo doktora Stankovského
- 1932 – Chlieb
- 1932 – Podpolianske rozprávky
- 1933 – Jozef Mak
- 1933 – Tomčíkovci
- 1934 – Sedem sŕdc
- 1935 – Čítanka
- 1939 – Na krížnych cestách
- 1940 – Cesta slovenskou Amerikou
- 1940 – Pisár Gráč
- 1944 – Na Bukvovom dvore
- 1944 – Šmákova mucha
- 1947 – Predavač talizmanov Liberius Gaius od Porta Colina
- 1948 – Andreas Búr Majster
- 1960 – Svet na Trasovisku
- 1964 – Pohár z brúseného skla

### Divadelní hry
- 1926 – Firma Moor
- 1929 – Červený trojuholník
- 1929 – Návrat

### Pro děti a mládež
- 1924 – Najmladší Závodský
- 1925 – Kremnické povesti
- 1926 – Janko Hrášok
- 1928 – Pod kozúbkom
- 1930 – Smelý Zajko
- 1931 – Smelý Zajko v Afrike
- 1931 – Zakopaný meč
- 1932 – Budkáčik a Dubkáčik
- 1932 – Sokoliar Tomáš
- 1932 – Brondove rozprávky
- 1932 – Zábavky strýca Kurkovského
- 1933 – Zlatý dážď
- 1934 – Zlaté hodinky
- 1935 – Strýcovo vrtielko
- 1936 – Tri rozprávky
- 1937 – Zlatovlasá sestra
- 1939 – Budatínski Frgáčovci
- 1940 – Tri múdre kozliatka
- 1940 – Do školy
- 1941 – Traja bratia

### Cestopis
- 1940 – Slovenskou Amerikou